# ونتسل آنتون
ونتسل آنتون  (چکی: Václav Antonín z Kounic a Rietbergu؛ ۲ فوریهٔ ۱۷۱۱ – ۲۷ ژوئن ۱۷۹۴) یک سیاست‌مدار اهل اتریش بود.